# مخصصات الأولاد (اسرائيل)

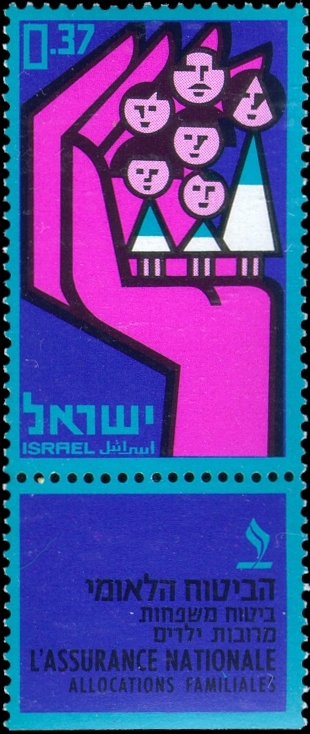

مخصصات الاولاد,هي المخصصات التي تتلاقها العائلة التي يعيش فيها الوالدان مع أبنائهما، تدفع المخصصات للأم. لذلك فإن حساب البنك يكون على اسم ام الأولاد أو حساب مشترك للوالدين، هذه المخصصات تقدمها مؤسسة التأمين الوطني التي تهدف إلى ضمان اجتماعي والرفاهية للمواطنين وتقليص وسد الفجوات بين المواطنين، تدفع المخصصات لولد لم يبلغ الـ-18 من عمره بعدُ وهو يتواجد في إسرائيل.

## مبالغ المخصصات
| الولد الأول          | 150 شيقل إسرائيلي جديد |
| الولد الثاني         | 188 شيقل إسرائيلي جديد |
| الولد الثالث         | 188 شيقل إسرائيلي جديد |
| الولد الرابع         | 336 شيقل إسرائيلي جديد |
| الولد الخامس وما بعد | 354 شيقل إسرائيلي جديد |

| الولد الأول          | 150 شيقل إسرائيلي جديد |
| الولد الثاني         | 188شيقل إسرائيلي جديد  |
| الولد الثالث         | 188شيقل إسرائيلي جديد  |
| الولد الرابع         | 188شيقل إسرائيلي جديد  |
| الولد الخامس وما بعد | 150شيقل إسرائيلي جديد  |

إضافة لذلك وحسب التعديلات الاخيرة فان مع حلول شهر كانون ثاني 2017 ستقوم مؤسسة التأمين الوطني ببرنامج توفير لكل ولد حيث ستقوم المؤسسة بايداع مبلغ 50 شيقل إسرائيلي جديد عن كل ولد بشكل شهري ويستطيع الولد التصرف بهذا الإيداع والتوفير بعد بلوغه سن الثمانية عشر إضافة لذلك فسيتم ايداع مبلغ 500 شيقل إسرائيلي جديد عند بلوغه سن الثمانية عشر وإذا لم يتصرف بالوديعة حتى سن ال 21 فان المالمؤسسة ستقوم بايداع مبلغ اضافي بقيمة 500 شيقل إسرائيلي جديد 
إضافة للذين يتلقون مخصصات ضمان دخل، نفقة، مخصصات شيخوخة مع إضافة تكملة دخل أو مخصصات أرامل وأيتام مع إضافة تكملة دخل :
الأشخاص الذين يتلقون هذه المخصصات يحصلون على إضافة إلى مخصصات الأولاد عن الولد الثالث والرابع في العائلة، والتي تُضاف إلى المبالغ المفصلة في البندين 1 – 2 أعلاه. مبلغ الأضافة هو 105 شيقل إسرائيلي جديد (ابتداءً من- 01.01.2017).

## تأمين الأمومة - منحة الولادة
دفعة تدفعها مؤسسة التأمين الوطني للوالدة خلال شهر من موعد الولادة، وتودع في حساب البنك الذي يودع فيه مخصصات الأولاد، وفي أول ولادة في حساب البنك الذي تم إبلاغ المستشفى به.
| الولد الأول                              | 1,751 شيقل إسرائيلي جديد  |
| الولد الثاني                             | 788 شيقل إسرائيلي جديد    |
| للولد الثالث ولكل ولد آخر في نفس العائلة | 525 شيقل إسرائيلي جديد    |
| للتوأمين                                 | 8,757 شيقل إسرائيلي جديد  |
| لثلاثة توائم                             | 13,136 شيقل إسرائيلي جديد |